# Synosis distincta
Synosis distincta är en stekelart som beskrevs av Valentina I. Tolkanitz 1986. Synosis distincta ingår i släktet Synosis och familjen brokparasitsteklar. Inga underarter finns listade i Catalogue of Life.